# 紐瓦克城堡站
紐瓦克城堡站（英語：Newark Castle railway station）是位於英國諾丁漢郡特倫特河畔紐瓦克的鐵路車站，建於1846年。目前車站已被列為英國第二級登錄建築。